# Världsmästerskapet i rugby league för damer
Världsmästerskapet i rugby league för damer  hade premiär år 2000.

## Turneringar
| År   | Spelplats                  | Vinnare     |
| ---- | -------------------------- | ----------- |
| 2000 | Storbritannien             | Nya Zeeland |
| 2005 | Nya Zeeland                | Nya Zeeland |
| 2008 | Australien                 | Nya Zeeland |
| 2013 | England, Storbritannien    | Australien  |
| 2017 | Australien och Nya Zeeland |             |